# Scarlett Estevez
Scarlett Madeline Estevez (Los Ángeles, California, 4 de diciembre de 2007) es una actriz, DJ y productora musical y televisiva estadounidense. Comenzó su carrera como actriz infantil interpretando a Megan en las películas Daddy's Home (2015) y su secuela Daddy's Home 2 (2017). Posteriormente, pasó a interpretar a Trixie en la serie de televisión Lucifer de 2016 a 2021, y a Gwen en la cuarta temporada de la serie de televisión de Disney Channel Bunk'd en 2019. Interpretó a Violet Rodríguez/Ultra Violet en la serie de Disney Channel Ultra Violet & Black Scorpion en 2022.

## Vida y carrera
Estevez tenía tres años cuando consiguió su primer comercial nacional. Ella es la sobrina de la actriz Liza Weil.
El primer papel cinematográfico de Estevez fue interpretar a Ashley en el cortometraje de 2013 The Magic Bracelet, producido para la Make a Film Foundation. Más tarde apareció en la película de 2013 And Then There Was You, y en la película de televisión de Nickelodeon de 2015 The Massively Mixed-Up Middle School Mystery.
En 2015, protagonizó Daddy's Home interpretando a Megan, un papel que repitió para la secuela de la película de 2017, Daddy's Home 2. El Hartford Courant señaló sobre su aparición en Daddy's Home que "hay que decir que los actores infantiles que interpretan a los niños, Megan (Scarlett Estevez) y Dylan (Owen Vaccaro) en realidad dan actuaciones verdaderamente cómicas",  y la reseña de The Austin Chronicle de Daddy's Home 2 destacó a Estevez entre los actores infantiles de la película, señalando que "si bien los niños son utilizados principalmente como peones en la lucha de poder más amplia, hay un par de escenas en las que Estevez tiene la oportunidad de pronunciar algunas líneas que son realmente divertidas".
En marzo de 2015, fue elegida para interpretar a Trixie Espinoza en la serie de televisión de Fox Lucifer. Ella continuó en el papel después de que el programa fuera cancelado por FOX y retomado por Netflix. En 2019, también fue elegida para la cuarta temporada de la serie de comedia de televisión de Disney Channel Bunk'd, interpretando el papel de Gwen, un personaje "que ha pasado toda su vida viviendo fuera de la red". En junio de 2020, se confirmó que Lucifer se renovaría para una sexta y última temporada en Netflix, pero Estevez apareció en una capacidad más limitada, ya que fue elegida en enero de 2021 para el papel principal de Violet Rodríguez/Ultra Violet en la serie de Disney Channel Ultra Violet & Black Scorpion. Esa serie se estrenó el 3 de junio de 2022.

## Filmografía

### Cine
| Año  | Título                                         | Papel     | Notas                                 |
| ---- | ---------------------------------------------- | --------- | ------------------------------------- |
| 2013 | And Then There Was You                         | Abigail   | conocida también como Someone to Love |
| 2015 | Daddy's Home                                   | Megan     |                                       |
| 2017 | Daddy's Home 2                                 | Megan     |                                       |
| 2018 | The Grinch                                     | Izzy      | Voz                                   |
| 2023 | Le Jeune Ahmed: La Francophonie Aux Etats-Unis | Gabriella |                                       |

### Televisión
| Año                 | Título                                       | Papel                           | Notas                                                         |
| ------------------- | -------------------------------------------- | ------------------------------- | ------------------------------------------------------------- |
| 2013                | Redeeming Dave                               | chica linda                     | Episodio: "Holy Sh*t"                                         |
| 2015                | The Massively Mixed-Up Middle School Mystery | Mendoza de joven                | Película para televisión                                      |
| 2016–2021           | Lucifer                                      | Beatrice "Trixie" Espinoza      | Principal (temporadas 1–4); recurrente (temporadas 5–6)       |
| 2017–2021           | If You Give a Mouse a Cookie                 | Esme Louise                     | Papel de voz recurrente, 18 episodios                         |
| 2019–20, 2021, 2024 | Bunk'd                                       | Gwen                            | Principal (temporada 4); estrella invitada (temporadas 5 y 7) |
| 2020                | Raven's Home                                 | Gwen                            | Estrella invitada; Episodio: "Raven About Bunk'd"             |
| 2021                | Christmas...Again?!                          | Rowena "Ro"                     | Película para televisión                                      |
| 2022                | Ultra Violet & Black Scorpion                | Violet Rodriguez / Ultra Violet | Principal                                                     |
| 2023                | Dew Drop Diaries                             | Eden Lily                       | Principal                                                     |
| 2024                | The Loud House                               | Kara                            | Voz, episodio: "Beg, Borrow and Steele"                       |